# Rendez-vous met Rama
Rendez-vous met Rama (Engels: Rendezvous with Rama) is het eerste deel van een vierdelige serie, ook wel de 'Rama-serie' genoemd, geschreven door Arthur C. Clarke in 1973.

## Verhaal

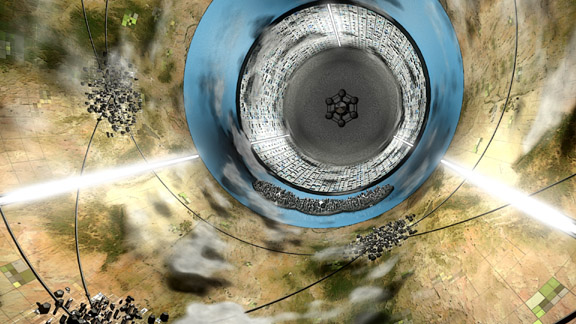
Een artistieke impressie van Rama.

In het jaar 2131 wordt een vreemd object ontdekt dat op hoge snelheid het zonnestelsel nadert. De ruimtesonde Sita wordt in gereedheid gebracht op missie naar het object dat Rama is genoemd. Rama blijkt een cilinder van reusachtige afmetingen (50 km lang) te zijn, en is van buitenaardse herkomst. Rama volgt een koers die haar tot dicht bij de zon brengt om vervolgens weer op hoge snelheid het zonnestelsel te verlaten. Het enige beschikbare ruimteschip dat Rama kan bereiken voor het het zonnestelsel weer zal verlaten, de Endeavour, wordt op weg gestuurd op met Rama te koppelen en het binnenste te onderzoeken.
Binnen is het een wereld met 'steden' en een cilindervormige zee. Levende wezens worden er in het begin niet aangetroffen, het gaat dus niet om een generatieschip. De onderzoekers dringen verder door Rama, waarbij (naarmate ze dichter bij de zon komen) er blijkbaar meer systemen actief worden. Het is dus geen dood ruimtetuig, en zou zelfs actief kunnen worden (na al die lange jaren van doodse stilte). De regering van Mercurius stuurt dan ook een vernietigingsprojectiel om Rama te vernietigen. De aardbewoners kunnen dit verijdelen, en bereiken net op tijd hun eigen ruimteschip om terug te kunnen reizen.

## Andere werken van de serie
- Rama II (boek) (met Gentry Lee) - 1989
- The Garden of Rama (met Gentry Lee) - 1991
- Rama Revealed (met Gentry Lee) - 1993